# Corona 50
Corona 50 – amerykański satelita rozpoznawczy. Był szóstym statkiem serii Keyhole-5 ARGON tajnego programu CORONA. Jego zadaniem miało być wykonanie wywiadowczych zdjęć Ziemi. Kapsułę z filmami zdeorbitowano po ponad czterech dniach misji. W wyniku zerwania spadochronu w trakcie przechwytywania przez samolot, kapsuła wpadła do oceanu i zatonęła.

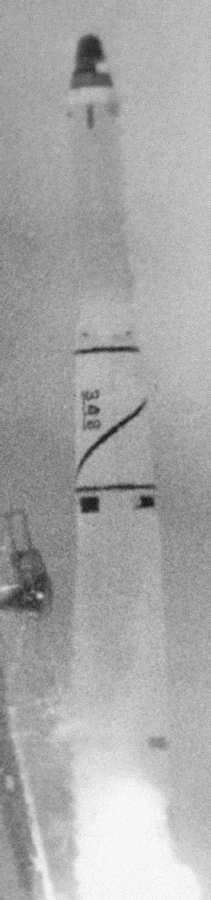
Start rakiety Thor Agena B z satelitą Corona 50

Udane misje serii KH-5 wykonały łącznie 38 578 zdjęć na prawie 6859 metrach taśmy filmowej.

## Ładunek
- Aparat fotograficzny o ogniskowej 76 mm (rozdzielczość przy powierzchni Ziemi około 140 m; obejmowany obszar 556 x 556 km)
- Eksperyment „Omni”
- Spektrometr protonów wysokoenergetycznych
- Spektrometr protonów niskoenergetycznych
- Spektrometr elektronów
- Scyntylacyjny licznik plazmy